# Kai Chang
Kai Chang (29 de enero de 2000) es un deportista de Jamaica que compite en atletismo. Ganó una medalla de oro en el Campeonato Mundial de Atletismo Sub-20 de 2018, en la prueba de lanzamiento de disco.